# Distretto di Huanipaca
Il distretto di Huanipaca è un distretto del Perù nella provincia di Abancay (regione di Apurímac) con 4.515 abitanti al censimento 2007 dei quali 910 urbani e 3.605 rurali.
È stato istituito il 21 novembre 1893.